# Kenny Miller
Kenneth Miller (Edimburgo, Escocia, 23 de diciembre de 1979) es un exfutbolista escocés que jugaba de delantero.
En febrero de 2020 anunció su retirada a los 40 años de edad. Pocos días después entró a formar parte del cuerpo técnico del Newcastle Jets.

## Clubes
| Club                          | País       | Año       |
| ----------------------------- | ---------- | --------- |
| Hibernian F. C.               | Escocia    | 1998-2000 |
| Stenhousemuir F. C. (cedido)  | Escocia    | 1998-1999 |
| Rangers F. C.                 | Escocia    | 2000-2001 |
| Wolverhampton Wanderers F. C. | Inglaterra | 2001-2006 |
| Celtic F. C.                  | Escocia    | 2006-2007 |
| Derby County F. C.            | Inglaterra | 2007-2008 |
| Rangers F. C.                 | Escocia    | 2008-2011 |
| Bursaspor                     | Turquía    | 2011      |
| Cardiff City F. C.            | Gales      | 2011-2012 |
| Vancouver Whitecaps           | Canadá     | 2012-2014 |
| Rangers F. C.                 | Escocia    | 2014-2018 |
| Livingston F. C.              | Escocia    | 2018      |
| Dundee F. C.                  | Escocia    | 2018-2019 |
| Partick Thistle F. C.         | Escocia    | 2019-2020 |

## Palmarés

### Campeonatos nacionales
| Título                     | Club          | País    | Año  |
| -------------------------- | ------------- | ------- | ---- |
| Premier League             | Celtic F. C.  | Escocia | 2007 |
| Copa de Escocia            | Celtic F. C.  | Escocia | 2007 |
| Premier League             | Rangers F. C. | Escocia | 2009 |
| Copa de Escocia            | Rangers F. C. | Escocia | 2009 |
| Premier League             | Rangers F. C. | Escocia | 2010 |
| Copa de la Liga de Escocia | Rangers F. C. | Escocia | 2010 |

### Distinciones individuales
| Distinción                       | Año  |
| -------------------------------- | ---- |
| Jugador joven del año en Escocia | 2000 |